# Freddy Fazbear's Pizzeria Simulator
Freddy Fazbear's Pizzeria Simulator, noto anche come FNaF Pizzeria Simulator e FNaF 6, è un videogioco di avventura grafica con elementi gestionali, settimo gioco della serie survival horror di Five Nights at Freddy's e sesto gioco canonico, creato da Scott Cawthon. Il gioco è stato pubblicato gratuitamente su Steam il 4 dicembre 2017, mascherato come semplice gioco non inerente alla saga, rivelandosi poi il sesto capitolo fondamentale per la storia di FNaF. Nel 2019, in seguito alla collaborazione tra Scott Cawthon e Clickteam, il gioco viene pubblicato sui dispositivi mobile, in questo caso a pagamento a causa dei costi dovuti al porting. Il 31 ottobre 2020 ne è uscita una versione per Nintendo Switch e Xbox One, mentre la versione per PlayStation 4 debutta nel 31 marzo 2021.

## Trama
Qualche tempo dopo gli eventi del terzo gioco, Michael Afton è divenuto il nuovo franchiser della rinominata Fazbear Entertainment Inc.. Dopo aver effettuato un investimento iniziale, a Michael rimangono 100$ da spendere per un nuovo ristorante chiamato il Freddy Fazbear's Pizza Place. Dopo la prima notte, Michael viene incoraggiato a prepararsi per il "test finale" che si terrà il sabato. Al termine della giornata, a Michael viene chiesto di completare la lista di controllo di manutenzione su uno dei quattro animatroni di origine diversa, o di gettarli nel vicolo nel quale sono stati trovati: tali robot sono Scrap Baby, la nuova versione di Baby; Molten Freddy, la nuova versione di Ennard; Lefty, un Freddy nero sviluppato per contenere in sé il Puppet; e Scraptrap, ovvero Springtrap dopo essere sopravvissuto all'incendio del Fazbear's Fright.
Dopo l'ultimo turno di notte il venerdì, si arriverà a sabato, e a seconda che Michael abbia recuperato o meno tutti gli animatroni, Scrap Baby dice a Michael che lei e gli altri sono qui per ricevere un regalo e faranno ciò per cui sono stati creati, rendendo suo padre orgoglioso di lei. Henry Emily, la voce dietro le cassette di istruzione durante la creazione del suo locale, la interrompe e poi rivela a Michael che in realtà ha fatto il suo gioco: Henry ha messo in atto questo piano per attirare tutti gli animatroni sopravvissuti agli eventi causati da Afton e porre fine a tutto: Baby (posseduta da Elizabeth, figlia di William), Ennard, Springtrap (posseduto da William), Puppet (posseduto da Charlotte, sua figlia e prima vittima di William) e Michael stesso. Henry offre a Michael la possibilità di fuggire quanto quella di restare, mentre il locale viene bruciato. Henry augura a tutti di trovare la pace nell'aldilà, ad eccezione di William, a cui augura le pene dell'inferno. Si complimenta con sua figlia Charlie che, per via della sua tendenza a proteggere i più deboli, ha deciso di rimanere in vita nelle sembianze di Puppet per poter aiutare le vittime di William.
Questo è il finale canonico, denominato Completion Ending, tuttavia il gioco presenta altri cinque finali alternativi, ognuno dei quali è indicato da un certificato che apparirà sulla schermata principale:
- Mediocricity Ending: ottenuto non acquistando nulla per la pizzeria e non recuperando nessun animatrone. Il protagonista sarà licenziato per la sua pigrizia.[5]
- Bankruptcy Ending: ottenuto perdendo tutti i soldi per pagare un procedimento legale, i quali possono essere causati da oggetti con alto rischio. Ottenere questo finale porta ad una chiusura del gioco e alla perdita di tutti i dati, a parte i certificati ottenuti in precedenza.[5]
- Insanity Ending: ottenuto comprando un'attrazione chiamata Egg Baby per poi, nella seconda parte del giorno, tenere premuto su una luce in basso a sinistra nel computer mentre lo si accende. Si attiverà una registrazione del Cassette Man (Henry) il quale spiegherà di aver aiutato William a creare gli animatroni e del suo piano per distruggerli, mentre lo schermo mostra alcuni progetti. Il narratore spiegherà al protagonista che non avrebbe dovuto vedere quelle cose e sarà quindi licenziato.[5]
- Blacklisted Ending: ottenuto posizionando attrazioni con alto rischio nella pizzeria. Il narratore spiegherà che il protagonista ha molti debiti da pagare e gli sarà dato un certificato con scritto "Sei stato inserito sulla lista nera".[5]
- Lorekeeper Ending: ottenuto trovando i segreti in tre minigiochi di tre attrazioni. Il finale mostrerà solo un'immagine dopo i titoli di coda che mostra sei lapidi che recano i nomi rispettivamente di Gabriel, Fritz, Susie e Jeremy e di due altri bambini i cui nomi non sono visibili. L'immagine compare solo se nello stesso file si completa il gioco con il Completion Ending.[5]

## Modalità di gioco
Il gioco inizia con una semplice schermata ad 8-bit che permetterà di giocare ad un minigioco il cui obiettivo è lanciare delle pizze a dei bambini. Una volta finito ci si ritroverà dinanzi a Scrap Baby, una volta svolte alcune mansioni avrà inizio il gioco vero e proprio. Ogni giorno è formato da tre fasi:
Nella prima, Il giocatore si ritrova nei panni di un uomo appena assunto come nuovo gestore di una pizzeria della catena Fazbear's. Il giocatore potrà quindi decidere se accettare alcuni sponsor, acquistare decorazioni, animatroni e altro per sbloccare minigiochi, aumentare la sicurezza del locale ed incrementare il guadagno della compagnia; tuttavia le azioni del giocatore possono influire ciò che accadrà nella seconda parte del gioco, ad esempio si potrebbero attivare nemici prima del dovuto.
Durante la seconda parte al computer, si dovranno ordinare oggetti per la pizzeria o stampare alcuni file, solo una volta completate tutte le mansioni si potrà andare via, a disposizione si hanno dei programmi sul computer, uno capace di rilevare movimenti nelle altre parti del locale, uno capace di emettere suoni per distrarre gli animatroni ed uno che aziona una ventola silenziosa, può essere attivato solo un programma alla volta; si disporrà inoltre una torcia capace di impedire a possibili minacce di fuoriuscire dai condotti ai lati del giocatore. Il giocatore verrà costantemente messo a rischio da alcuni animatroni, attirati dal rumore. Per evitare la morte bisogna usare le risorse a disposizione, ricorrendo anche a spegnere il computer, usare la torcia sulle aperture dei condotti quando stanno per entrare oppure fermare il sistema di ventilazione, per completare le mansioni e scappare prima che i robot possano raggiungere il giocatore. Inoltre, disattivare il sistema di ventilazione riscalda l'ufficio, mostrato in gradi Fahrenheit nell'angolo in basso a destra, e se la temperatura della stanza sale a 120°, il giocatore perderà i sensi per il troppo calore e sarà game over. Per ridurre l'aumento della temperatura e allo stesso tempo evitare di attirare i robot, si può attivare la ventilazione silenziosa.
Alla fine di quasi ogni notte vi sarà una terza fase nel quale si potrà scegliere se abbandonare degli strani animatroni trovati per strada oppure controllarli seguendo le istruzioni dettate da una audiocassetta per ottenerne in seguito un profitto, se gli animatroni non verranno buttati via, compariranno come nemici aggiuntivi in seguito. Per eseguire il recupero, il giocatore dovrà completare una checklist di manutenzione registrando la reazione degli animatroni a determinati suoni. Si potrà inoltre effettuare loro da uno a tre elettroshock nel caso diventassero aggressivi. Venire attaccati da uno degli animatroni in questa fase non comporta un game over, ma causerà la perdita del profitto del recupero.

### Minigiochi segreti
In questo gioco, come nei precedenti capitoli, sono presenti minigiochi in 8-bit, con grafica simile a quella dei videogiochi arcade. A parte il minigioco iniziale, obbligatorio per sbloccare il gioco vero e proprio, ne sono presenti altri tre sbloccabili comprando alcune delle attrazioni della pizzeria: Midnight Motorist, Fruity Maze e Security Puppet. Il completamento di tutti e tre i minigiochi sbloccherà il Lorekeeper Ending.

#### Midnight Motorist
Inizialmente si dovrà comandare quella che sembra una moto e si dovrà raggiungere l'arrivo. Tuttavia, nel caso si portasse il mezzo a cadere in una buca al margine della strada, partirà un minigioco segreto nel quale si comanderà un'auto viola che dovremo far procedere lungo la strada, fino a giungere ad una casa. Dall'auto scenderà un uomo rappresentato da uno sprite arancione, che entrerà all'interno dell'edificio, dove incontrerà quello che sembra un ragazzo seduto sulla poltrona a guardare la TV e si avvicinerà ad una porta chiusa. A quel punto inizierà a chiedere furioso ad un personaggio fuori dallo schermo di aprire la porta, aggiungendo che "quella è casa sua", senza ricevere risposta. Alla fine l'uomo arancione uscirà di casa, notando un vetro rotto, concludendo che l'uomo all'interno della stanza è fuggito. È stato teorizzato che l'uomo arancione non è altro che William Afton, dopo aver ucciso Charlotte Emily. La persona uscita dalla finestra potrebbe essere Michael Afton, che è andato a vedere la tomba di suo fratello, il Crying Child.

#### Fruity Maze
Nel minigioco si interpreterà una bambina. La prima volta bisognerà districarsi in un labirinto raccogliere della frutta entro un certo tempo. La seconda volta bisognerà prendere dei cani morti oltre alla frutta e la terza volta solo cani, che a differenza di quelli del minigioco precedente saranno brutalmente mutilati, inoltre saranno presenti pure fiori e tombe. Negli ultimi secondi prima dello scadere del tempo sarà udibile il suono del clacson di un'auto. Una volta completato, il minigioco ci mostrerà una superficie liscia su cui sono riflessi SpringBonnie e una bambina dai capelli biondi. Il gioco terminerà con l'apparizione sullo schermo delle frasi "Non é veramente morto", "É proprio qui" e "Seguimi". L'uomo nel costume di SpringBonnie è in realtà William Afton, ed il minigioco mostra il preludio ad uno dei suoi svariati omicidi.

#### Security Puppet
Nel minigioco si interpreterà quella che sembra essere Puppet. Si dovrà restare in un pacco regalo finché non si vedrà una bambina con un braccialetto verde al polso piangere fuori dalla pizzeria, per poi sparire fra la pioggia. In quel caso bisognerà raggiungerla. Puppet, una volta uscita dall'edificio, inizierà ad apparire sempre più malridotta a causa della pioggia, finché non cadrà sul cadavere della bambina mostrata prima, terminando il minigioco. Questo minigioco é secondo punto di vista del minigioco di FNaF2 Take Cake to Children. La bambina fuori dal locale è stata uccisa da William Afton, e altri non é se non Charlotte stessa.

## Personaggi

### Umani
- Michael Afton: il protagonista impersonato dal giocatore, deve gestire la pizzeria Freddy Fazbear's, comprando attrazioni e recuperando gli animatroni, in modo da sbloccare il completion ending, con cui termina la saga videoludica. Nel Completion Ending, il protagonista si suiciderà facendosi bruciare vivo insieme a Henry, gli animatroni e suo padre William Afton.[4]
- Henry Emily: chiamato semplicemente Cassette Man nel gioco, è un uomo che comunica col proprietario del Freddy Fazbear's impersonato dal protagonista attraverso un nastro registrato. Si rivelerà essere il padre della bambina che trasferì la sua anima nel Puppet, dopo essere stata uccisa da William Afton. Tenterà di convincere il protagonista a portare nella pizzeria gli animatroni, in modo da poterli bruciare insieme al locale, dando pace alle anime dei bambini e mandando all'inferno Afton, il suo vecchio socio d'affari. Il suo piano avrà successo nel Completion Ending, in cui morirà anch'egli, come intuibile dalle sue parole.[4] Come rivelato nella serie di libri, Henry è il creatore del Fredbear's Family Diner e della Freddy Fazbear's Pizza assieme a William. È doppiato da Dave Steele.[7]

### Animatroni
- Scrap Baby: lo scheletro di Circus Baby separatosi da Ennard, con dei capelli più realistici, una strana corona metallica sulla sua testa e diverse parti del corpo scolorite. La mano destra è stata sostituita dalla pinza che si trovava nel suo stomaco: anche le sue scarpe, che ora sono dei pattini a rotelle, sono state sostituite. È posseduta da Elizabeth Afton, figlia di William Afton. È doppiata da Heather Masters.
- Molten Freddy: ciò che è rimasto di Ennard dopo aver espulso Baby, che in precedenza era l'animatrone dominante dell'amalgama. Funtime Freddy sembra aver preso il comando e ha ricostruito la sua vecchia maschera usando del metallo fuso. Si presenta come un ammasso di fili metallici e cavi elettrici. Possiede inoltre lunghe braccia. È doppiato da Kellen Goff.
- Scraptrap: meglio conosciuto come William Afton, antagonista principale della serie, è ciò che rimane di Springtrap dopo essere sopravvissuto all'incendio del Fazbear's Fright. Si presenta infatti come un coniglio giallognolo senza un braccio e un orecchio, con orbite più grandi degli occhi e la testa scoperchiata che lascia intravedere il cranio. È doppiato da PJ Heywood.
- Lefty: anche noto come L.E.F.T.E, è un orso di colore nero, indossa un cappello rosso e ha una stella d'oro sul petto. Dentro di esso si nasconde il Puppet, il quale contiene in realtà l'anima di Charlotte Emily, figlia di Henry. Lefty è stato costruito proprio da Henry, in modo da attirare il Puppet per poi liberare l'anima di sua figlia.

## Sviluppo
Inizialmente si pensava che Scott non avesse intenzione di pubblicare un sesto capitolo di Five Nights at Freddy's, dato che un video dei fan aveva rivelato i dettagli della trama dei precedenti capitoli. L'1 Dicembre 2017 Scott pubblicò sul suo sito un'immagine un 8-bit in cui apparivano Freddy ed una pizza. Il 3 Dicembre pubblicò un'altra immagine in 8-bit, nella quale Freddy consegnava delle pizze. Il gioco fu pubblicato il 4 Dicembre 2017. Una versione del gioco per dispositivi mobili è stata pubblicata il 9 agosto 2019.

## Accoglienza
| Testata              | Giudizio |
| -------------------- | -------- |
| The Backlog          | 3/5      |
| The Ball State Daily | 7,6/10   |

Il gioco ha ricevuto recensioni abbastanza positive. GameCrate lo ha ritenuto "Il gioco migliore adesso", mentre Rock Paper lo ha annunciato come "Spaventoso più che mai". Anche The Ball State Daily News ha dato una recensione positiva, chiamandolo "Un'evoluzione interessante della formula di Five Nights at Freddy's".